# Kino Bežigrad
Kino Bežigrad se nahaja v objektu Plava Laguna na Linhartovi cesti 11 za Bežigradom v Ljubljani.
Objekt je bil zgrajen leta 1973, kino pa je pričel z obratovanjem 26. marca 1980 s predstavo Muppetki gredo v Hollywood (The Muppets Go Hollywood, 1979), imel je 361 sedežev in klimatske naprave. Prvič so ga adaptirali 1995. Po prenovi je 789,9 m2 velik kino s 335 m2 veliko dvorano veljal za kino z najboljšim zvokom v Ljubljani. Zaradi odprtja Koloseja in centralizacije poslovanja so Ljubljanski kinematografi oz. Kolosej kinematografi kino leta 2002 zaprli za redne predstave, dvorano pa oddajali za prireditve in predavanja, 2008 je dvorano kupilo podjetje, ki se ukvarja z nepremičninami. 
26. marca 2015 je kino pod novim lastništvom ponovno pričel z delovanjem pod imenom Kino Gledališče Bežigrad, tokrat s 247 sedeži, 2k projektorjem in platnom velikosti 10x5 metrov.